# Fidjrossè

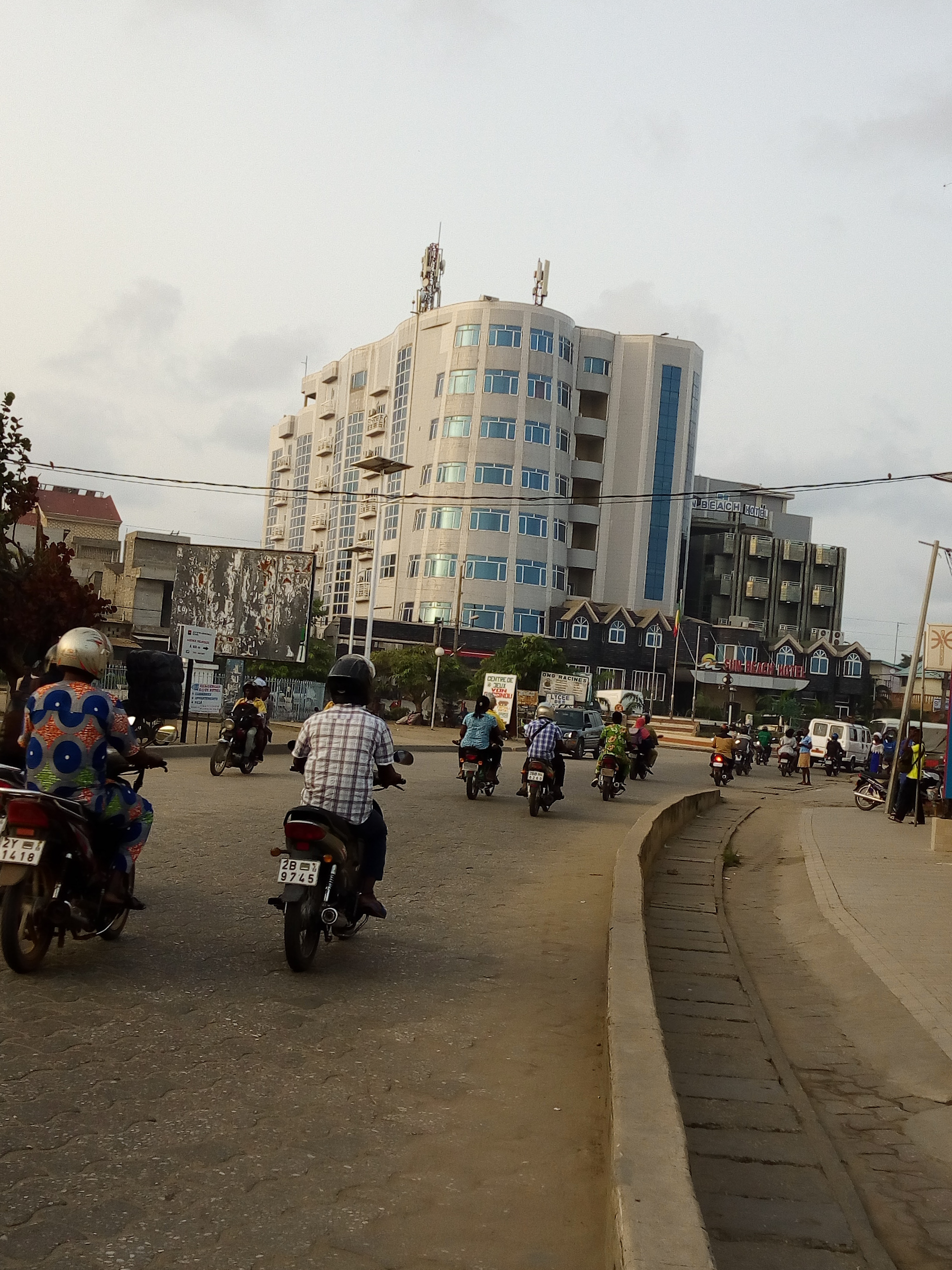
Sun Beach Hotel

Fidjrossè est un quartier situé à l'ouest de la ville de Cotonou au Bénin, voisin du quartier Agla. C'est l'un des quartiers les plus beaux et les plus riches de la ville.

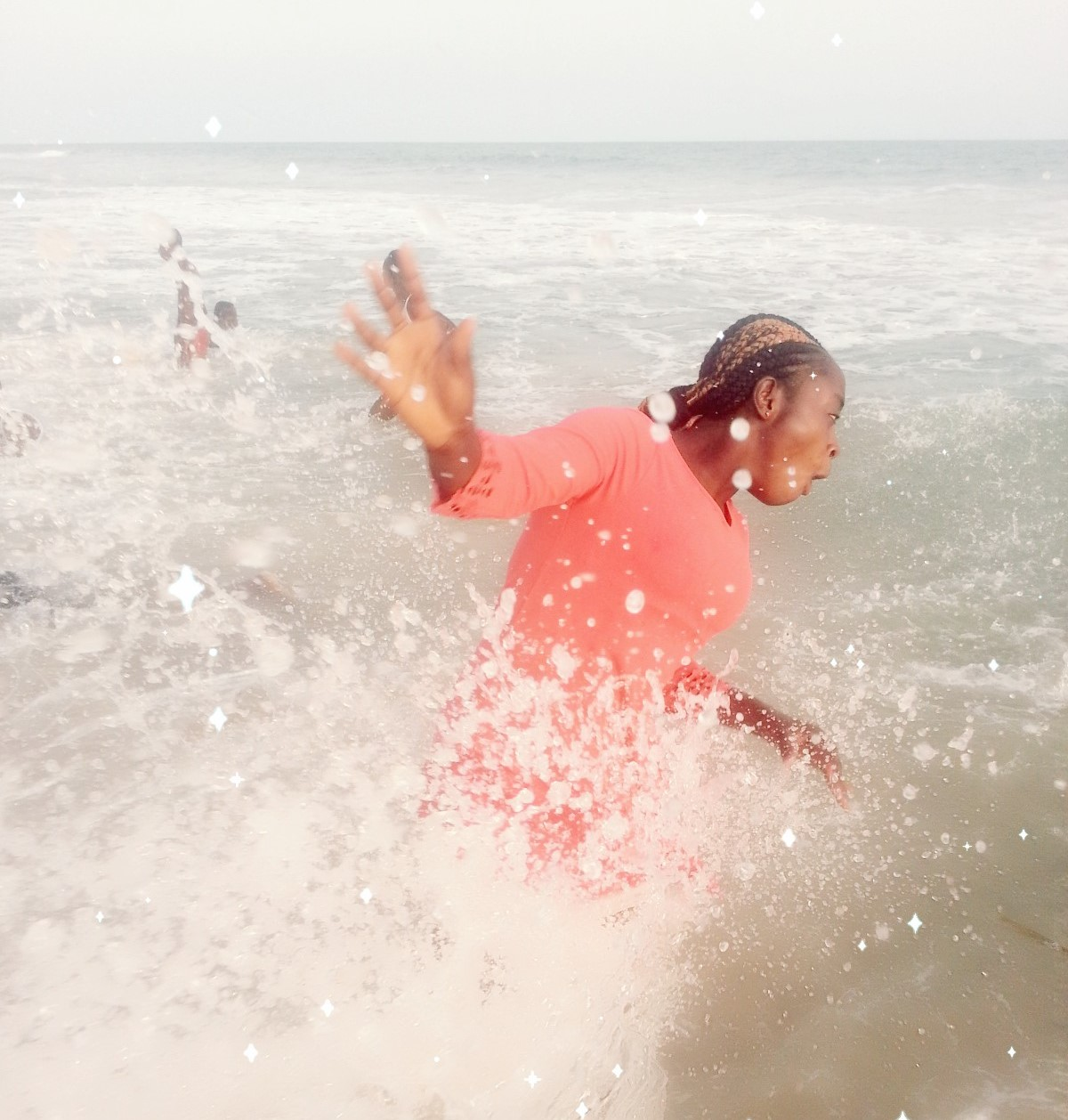
À la plage.

La plage est un des atouts de ce quartier riche en ressources. Le secteur de Jackot fournit beaucoup de poissons, il est également un lieu d'animation, de divertissements et un haut lieu de tourisme.Il abrite pendant les vacances le yellow summer de MTN BENIN organisant des concerts avec les meilleurs artiste de l'année et le village des vacances(place de jeux et divertissements de tout genre). La route des Pêches est la station balnéaire de Cotonou.

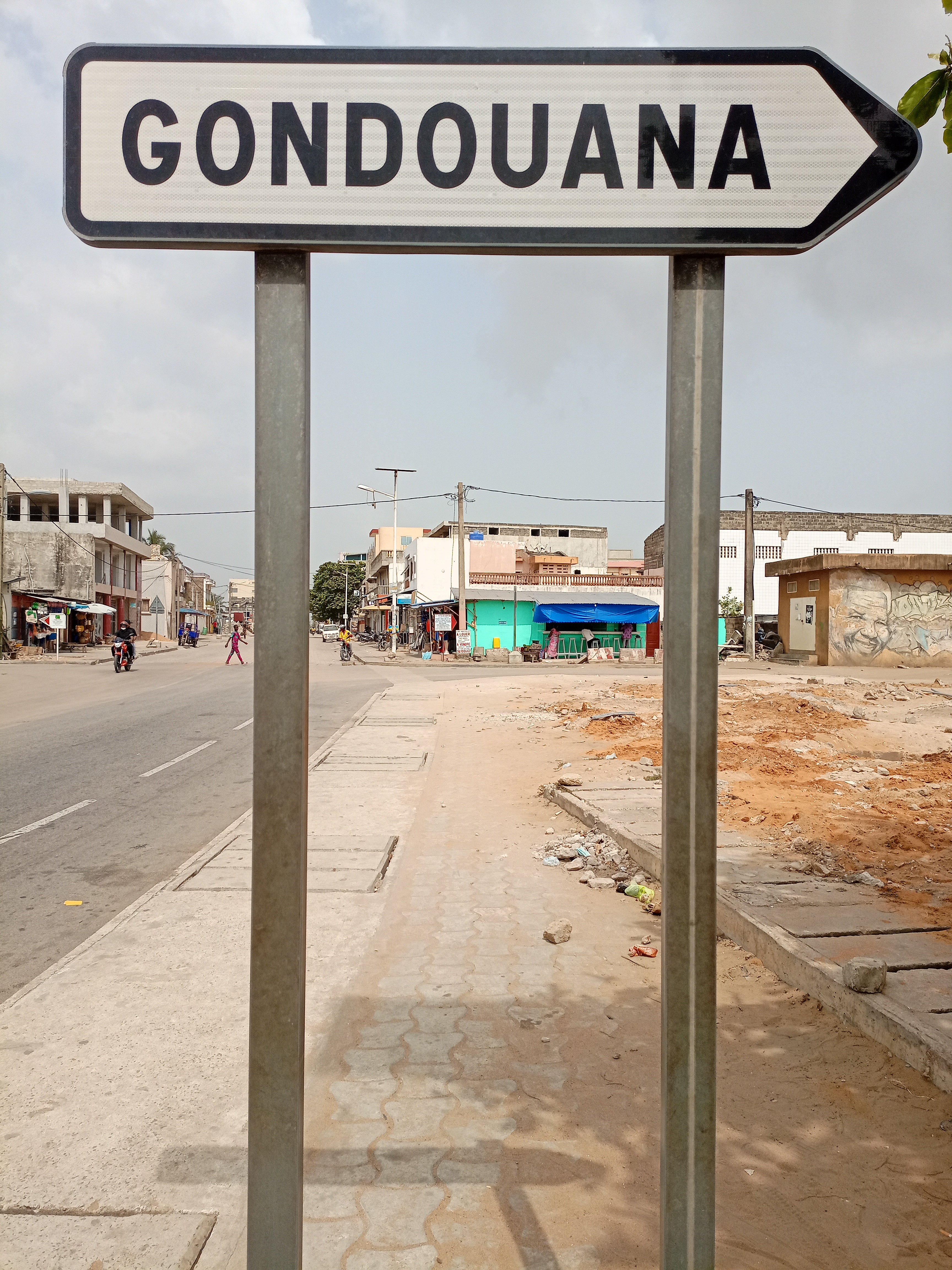
Panneau indiquant le quartier Gondouana dans la ville de Cotonou au Bénin

Ce quartier abrite également la place du Calvaire, le secteur de Gondouana, pavée.  L'avenue de la Francophonie est l'axe de communication majeur de Fidrjossè. La paroisse Saint François d'Assise est un lieu de spiritualité et de sociabilité. 
L'aéroport international Cardinal Bernardin Gantin est dans le même arrondissement.

## Galerie de photos

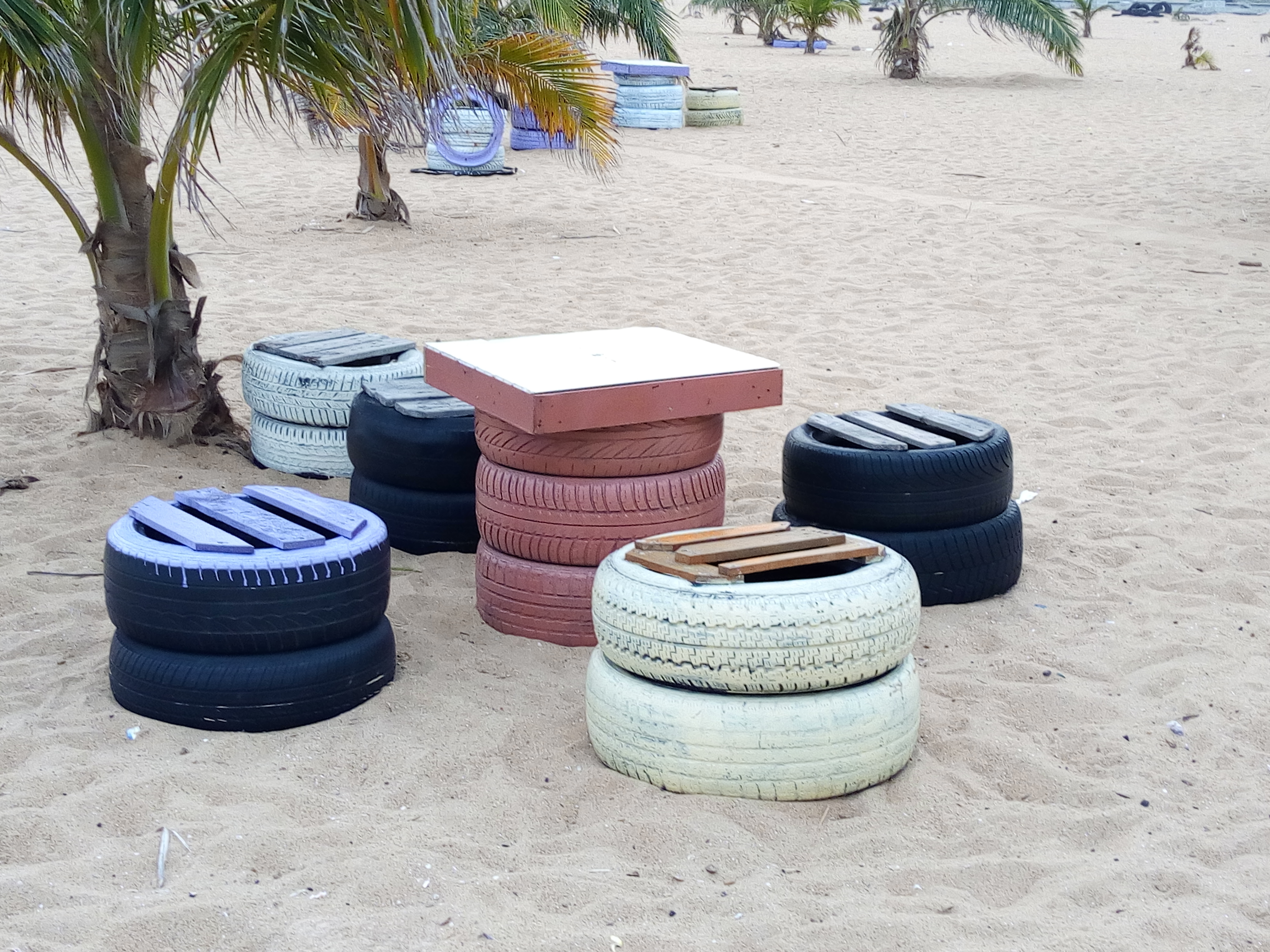
Le récyclage des objets qu'on retrouve dans les buvettes ouvertes sur la plage de Fidjrossè
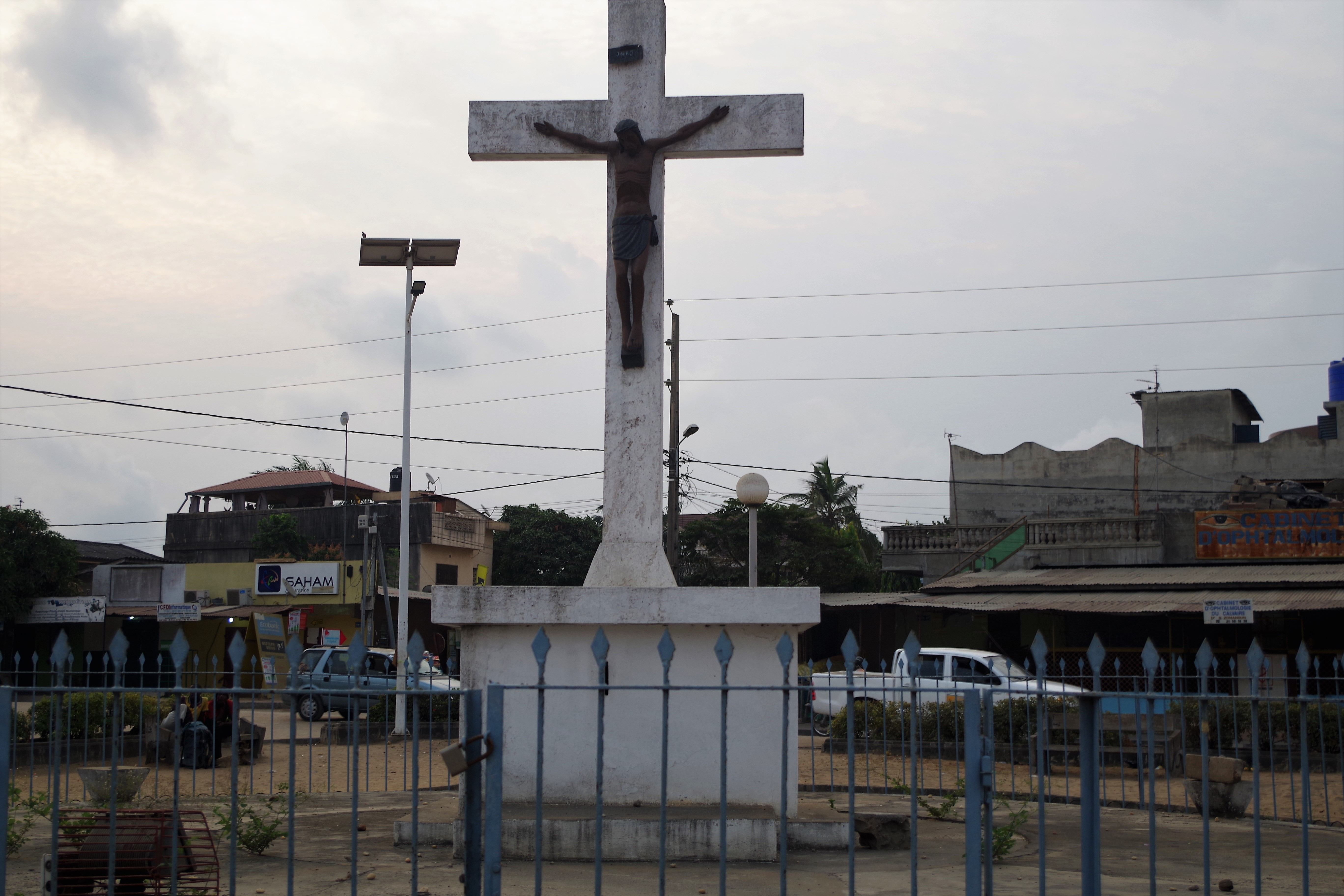
Place du Calvaire
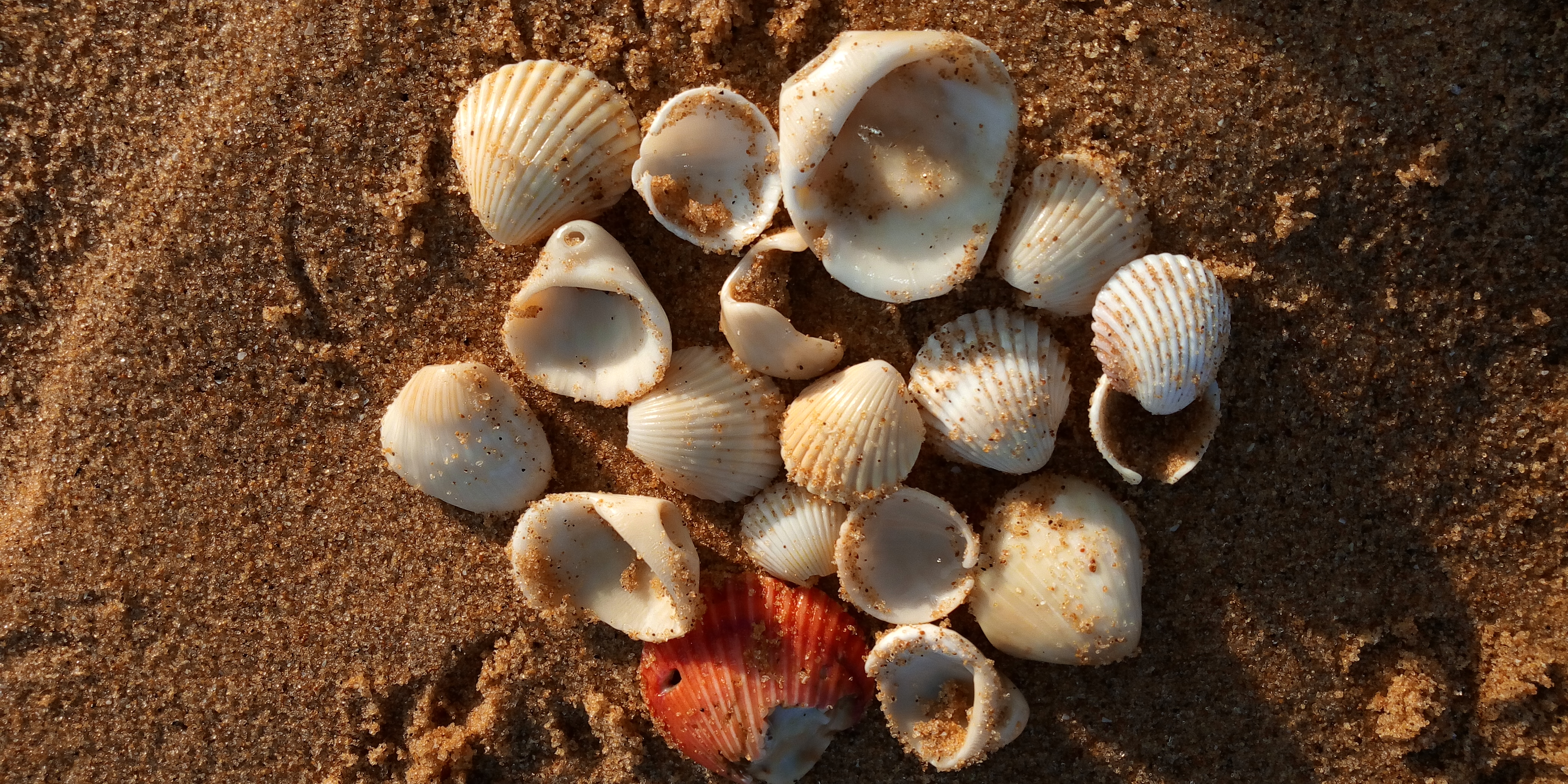
Coquille Saint-Jacques sur du sable marin à la plage de Fidjrossè cotonou-Bénin
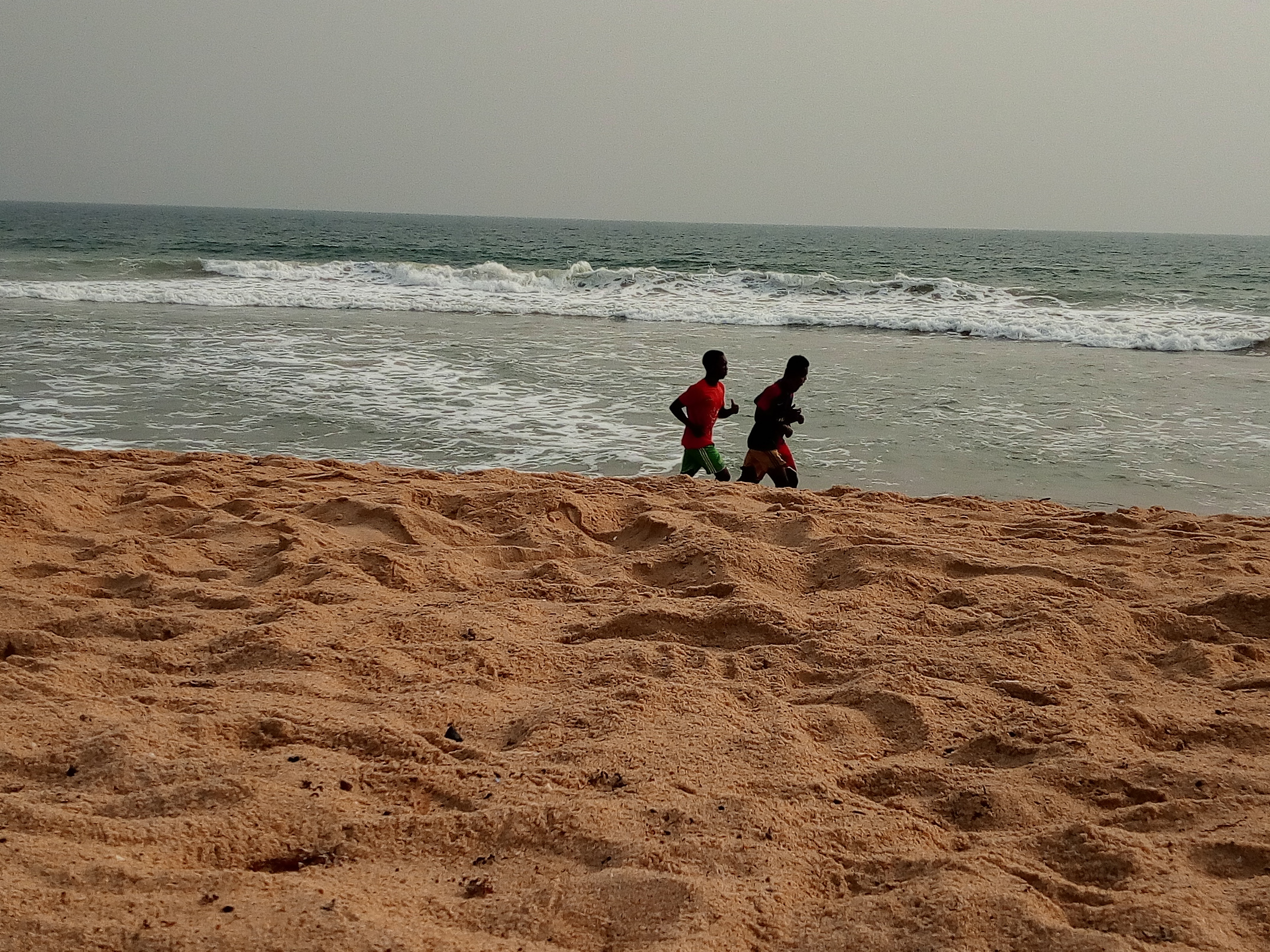
Petites foulées à la plage de Fidjrossè dans la commune de Cotonou  au Bénin